# Trastorn del lligam
El trastorn del lligam és una patologia manifestada en infants que els impedeix establir un lligam afectiu normalitzat amb els seus cuidadors i que desemboca en problemes relacionals durant tota la vida adulta si no es tracta de manera adequada, ja que afecta a les habilitats socials generals.

## Causes
En la majoria de casos el trastorn es desenvolupa pel sentiment de desempar dels primers mesos de vida, on el nadó pateix maltractaments, no és atès de manera adequada o canvia massa sovint de cuidadors, de forma que no pot establir un lligam amb cap referent perquè li doni seguretat. Això es tradueix en una desconfiança patològica cap al món adult que es manifesta en els primers anys i que pot enquistar-se com un sentiment negatiu cap a l'entorn. Afecta el 0,9% dels infants, atès que nens en entorns desfavorables poden desenvolupar capacitats extraordinàries de resiliència que actuïn com a factor protector.

## Símptomes
Els símptomes que es presenten en els nens afectats són una manca de resposta a estímuls externs, reclamar de manera excessiva atenció, reaccions desmesurades en el terreny emocional o incapacitat per mostrar afecte als éssers més propers. Molts nens no suporten la separació temporal dels seus familiars o no interaccionen a l'entorn sense aquesta presència.
El diagnòstic es basa en l'observació continuada del nen en situacions on pot haver-hi un estrès extern i en els informes de qüestionaris remesos pel pediatre, l'escola i la família. S'ha de descartar si hi ha sospites de trastorn de la conducta en les diverses modalitats. Pot augmentar el risc d'aparició d'altres problemes, com ara el TDAH.
El trastorn es classifica en dos subtipus: el denominat reactiu i el desinhibit. El primer accentua la passivitat davant els intents comunicatius i l'ansietat davant situacions jutjades erròniament com a amenaçadores. El segon, per contra, té més propensió a mostres d'agressivitat o violència davant l'estrès i una cerca activa d'atenció, fins i tot entre desconeguts. Té menys resposta a la teràpia que el trastorn de subtipus reactiu.

## Tractament
El tractament es basa en la teràpia familiar, de manera que els cuidadors aprenguin a respondre a les necessitats del nen i a proporcionar-li un entorn segur on pugui recuperar el lligam amb els altres i reaccionar als estímuls socials. Si es considera que hi ha hagut una negligència excessiva per part dels adults responsables, es pot recomanar la cerca d'un altre cuidador complementari o la retirada de la custòdia. Alguns terapeutes ho combinen amb tècniques de regressió i catarsi que permeten que el nen revisqui els moments d'abandó i els identifiqui com a pas previ per a superar-los. El treball de l'empatia és complementari a la teràpia sobre el nucli familiar.